# كولن ويلسون (لاعب كرة قدم إسكتلندي)
كولن ويلسون (بالإنجليزية: Colin Wilson)‏ (19 مايو 1993 اسكتلندا المملكة المتحدة - ) هو لاعب كرة قدم بريطاني يلعب كمدافع.

## روابط خارجية
- كولن ويلسون على موقع قاعدة بيانات كرة القدم.إي يو (الإنجليزية)
- كولن ويلسون على موقع Soccerbase.com (لاعب) (الإنجليزية)
- كولن ويلسون على موقع Soccerway.com (الإنجليزية)